# Боменил (Калвадос)
Боменил (фр. Beaumesnil) је насељено место у Француској у региону Доња Нормандија, у департману Калвадос.
По подацима из 2011. године у општини је живело 215 становника, а густина насељености је износила 43,09 становника/km².

## Демографија
| 1962. | 1968. | 1975. | 1982. | 1990. | 2011. |
| ----- | ----- | ----- | ----- | ----- | ----- |
| 211   | 201   | 194   | 152   | 177   | 215   |